# Вал Верде (окръг, Тексас)
Окръг Вал Верде (на английски: Val Verde County) е окръг в щата Тексас, Съединени американски щати. Площта му е 8371 km², а населението - 44 856 души (2000). Административен център е град Дел Рио.